# 休·麦卡洛克
休·麦卡洛克（Hugh McCulloch，1808年12月7日—1895年5月24日），美国政治家，美国共和党人，曾任美国财政部长（1865年-1869年、1884年-1885年）。
| 前任： 沃尔特·Q·格雷沙姆 | 美国财政部长 1884年 - 1885年 | 繼任： 丹尼尔·曼宁     |
| 前任： 威廉·P·费森登     | 美国财政部长 1865年 - 1869年 | 繼任： 乔治·S·鲍特韦尔 |